# Gare de Barjols
La gare de Barjols est une gare ferroviaire française, fermée, de la ligne Central-Var. Elle est située sur le territoire de la commune de Barjols, dans le département du Var, en région Provence-Alpes-Côte d'Azur.
Elle est mise en service en 1888 par la Compagnie des chemins de fer du Sud de la France (SF).

## Situation ferroviaire
Établie à 304 mètres d'altitude, la gare de Barjols est située au point kilométrique (PK) 42 de la ligne Central-Var, entre les gares de Salernes - Villecroze et de Rians.

## Histoire
Le 30 avril 1887 la nouvelle Compagnie des chemins de fer du Sud de la France tient sa première assemblée ordinaire. Elle dispose de deux lignes concédées définitivement, de Draguignan à Méyragues et de Draguignan à Grasse. Pour la première, les travaux sont activement menés et la compagnie escompte ouvrir, la section, de 55 km de Draguignan à Barjols en juin 1888 et les 42,5 km de la section de Barjols à Meyragues à la fin de cette même année.
En 1892, un vœu du Conseil général du Var demande notamment, « que la gare de Barjols soit dénommée Barjols-Tavernes ». Le 17 février, le Ministre des Travaux publics répond par courrier, qu'il a consulté les fonctionnaires du contrôle et qu'il a fait parvenir ce dossier au comité consultatif des chemins de fer dont la réponse écrite est : « considérant que le changement de dénomination d'une gare présente toujours de sérieux inconvénients ; que ce changement ne peut, dès lors, être prescrit qu'en vue de donner satisfaction à des intérêts nettement caractérisés, qui n'apparaissent dans aucune des espèces visées par le Consel général : A été d'avis : Qu'il n'y avait pas lieu de donner une suite favorable aux vœux dont il s'agit. ».
Cette gare désaffectée, au nord de la ville de Barjols est devenu un site des services techniques du Conseil départemental du Var. Les trains sont remplacés par des camions, des engins de chantier, des sableuses.